# Now That's What I Call Music! 43 (loạt album Mỹ)
Now That's What I Call Music! 43 được phát hành vào ngày 7 tháng 8 năm 2012. Đây là album thứ 43 trong loạt album Now! ở Mỹ. Album ra mắt tại vị trí quán quân của bảng xếp hạng Billboard 200, với 111,000 bản được tiêu thụ trong tuần đầu tiên phát hành, khiến album này trở thành album thứ 16 trong loạt album đạt được vị trí quán quân ở Mỹ.
Now! 43 cũng bao gồm hai ca khúc đạt quán quân bảng xếp hạng Billboard Hot 100, đó là "Call Me Maybe" và "Part of Me".

## Danh sách ca khúc
| STT | Nhan đề                               | Artist                          | Thời lượng |
| --- | ------------------------------------- | ------------------------------- | ---------- |
| 1.  | "Call Me Maybe"                       | Carly Rae Jepsen                | 3:12       |
| 2.  | "Part of Me"                          | Katy Perry                      | 3:32       |
| 3.  | "Payphone"                            | Maroon 5                        | 3:41       |
| 4.  | "Titanium"                            | David Guetta hợp tác với Sia    | 3:30       |
| 5.  | "Lights"                              | Ellie Goulding                  | 3:29       |
| 6.  | "Boyfriend"                           | Justin Bieber                   | 2:50       |
| 7.  | "Scream"                              | Usher                           | 3:54       |
| 8.  | "Let's Go"                            | Calvin Harris hợp tác với Ne-Yo | 3:44       |
| 9.  | "Back in Time" (trong Men in Black 3) | Pitbull                         | 3:24       |
| 10. | "Want U Back"                         | Cher Lloyd                      | 3:32       |
| 11. | "One Thing"                           | One Direction                   | 3:13       |
| 12. | "Give Your Heart a Break"             | Demi Lovato                     | 3:24       |
| 13. | "Too Close"                           | Alex Clare                      | 4:11       |
| 14. | "Midnight City"                       | M83                             | 4:00       |
| 15. | "Everybody Talks"                     | Neon Trees                      | 2:57       |
| 16. | "Drunk On You"                        | Luke Bryan                      | 3:43       |
| 17. | "Here's to Us"                        | Halestorm                       | 2:55       |
| 18. | "My Oh My"                            | Tristan Prettyman               | 3:37       |
| 19. | "Love Actually"                       | Cady Groves                     | 3:48       |
| 20. | "I Don't Like You"                    | Eva Simons                      | 4:11       |

## Tiếp nhận
| Đánh giá chuyên môn | Đánh giá chuyên môn |
| Nguồn đánh giá      | Nguồn đánh giá      |
| Nguồn               | Đánh giá            |
| ------------------- | ------------------- |
| Allmusic            | [ 2 ]               |

Nhà phê bình Andy Kellman từ Allmusic nói rằng "album này nhấn mạnh vào thể loại nhạc dance-pop" và "chỉ có một ca khúc không phải là nhạc dance: "Drunk on You" của Luke Bryan."

## Xếp hạng
| Bảng xếp hạng (2012) | Vị trí cao nhất |
| -------------------- | --------------- |
| U.S. Billboard 200   | 1               |

## Liên kết khác
- Trang web chính thức của Now That's What I Call Music Mỹ

Bản mẫu:NOW